# الطريف (قارة)

تعديل مصدري - تعديل

الطريف هي إحدى قرى عزلة قارة بمديرية قارة التابعة لمحافظة حجة، بلغ تعداد سكانها 132 نسمة حسب تعداد اليمن لعام 2004.